# Kolba (szczyt)
Kolba (1162 m n.p.m.) – szczyt w Rudawach Weporskich w środkowej Słowacji.

## Położenie
Kolba wznosi się w Wewnętrznych Karpatach Zachodnich, w północno-zachodniej części Rudaw Weporskich, w grupie Čierťiaža. Szczyt leży w najwyższym fragmencie grzbietu tej grupy, biegnącym tu z południa na północ, ok. 4 km na północ od szczytu zwanego Vepor (1277 m n.p.m.) i jednocześnie ok. 2 km na południowy zachód od innego wysokiego szczytu tej grupy, Čierťiaža (1204 m n.p.m.). Jest szczytem zwornikowym. W kierunku północno-wschodnim odchodzi od niego długi grzbiet ze szczytami Veľké Čelno (1171 m n.p.m.) i Mitrová (1154 m n.p.m.), a w kierunku zachodnim – krótszy, lecz znacznie rozgałęziony rozróg, opadający ku dolinie potoku Peklo.

## Charakterystyka
Masyw Kolby zbudowany jest ze skał krystalicznych, głównie gnejsów, granodiorytów i granitów. Spiętrzenie szczytowe Kolby jest rozległe i płaskie, ma ok. 450 m średnicy. Poza nim jedynie grzbiety odchodzące od niego w kierunku południowym, północnym i północno-wschodnim nie schodzą poniżej 110 m n.p.m. Pozostałe zbocza opadają stromo, zwłaszcza ku zachodowi. Cały masyw jest zalesiony (w 2. dekadzie XX w. liczne, rozległe wyręby), jedynie po wschodniej stronie spiętrzenia szczytowego cięgnie się pas polan zwanych Žliabky. Kilka źródeł znajdujących się na północno-wschodnich stokach kopuły szczytowej, na wysokości 1110–1140 m n.p.m., daje początek lewobrzeżnemu dopływowi Hronu, potokowi Čelno, spływającemu doliną zwaną Predajnianske Čelno.

## Turystyka
Ok. 2 km na południe od szczytu Kolby znajduje się znany hotel górski Chata pod Hrbom. Szlaki turystyczne, idące do tego obiektu od północy omijają wierzchowinę szczytową góry od wschodu, biegnąc nieco niżej trawersem przez polany Žliabky. Są to znaki  niebieskie z Predajnej i znaki  zielone z Lopeja, łączące się w siodle na północ od szczytu (Sedlo pod Kolbou, 1099 m n.p.m.), do których na skraju wspomnianych polan dołącza szlak  żółty z Podbrezovej (z Chvatimecha).
Szczyt jest pozbawiony widoków, natomiast polany Žliabky dostarczają interesującej panoramy, obejmującej wschodnią część horyzontu. M. in. na północnym wschodzie widać łańcuch Niżnych Tatr, na wschodzie Fabovą holę i Stolicę, a na południu Polanę i Vepor.